# Julius Bercht
Ludwig Julius Bercht, Pseudonym Schröder (4. Mai 1811 auf dem Landgut Prötel bei Leipzig – 25. September 1877 in Braunschweig) war ein deutscher Theaterschauspieler, Opernsänger (Bariton) und Lyriker.

## Leben
Bercht begann seine schauspielerische Tätigkeit 1828 am Königstädtischen Theater in Berlin, kam 1829 nach Memel, 1830 bis 1831 nach Danzig, wirkte 1832 bis 1836 am königl. Schauspielhaus in Berlin (Debütrolle „Tempelherr“), wo er auch als Sänger verwendet wurde, war Ende 1836 bis 1837 Mitglied der deutschen Oper Amsterdam, 1837 bis 1841 am Stadttheater in Düsseldorf (Bariton, Held und Liebhaber) und wirkte 1841 bis 1843 unter großer Auszeichnung am Stadttheater in Breslau, von wo er einem Ruf an das herzogliche Hoftheater in Braunschweig folgte. An dieser Bühne war er weit mehr als 30 Jahre tätig und trat nach der Feier seines 50-jährigen Schauspielerjubiläums am 25. September 1877 in den Ruhestand. Er hat sich nicht nur als Komiker einen vortrefflichen Namen geschaffen, sondern sich auch als lyrischer Dichter in weiteren Kreisen bemerkbar gemacht. Er war zudem Mitglied der literarischen Gesellschaft Tunnel über der Spree, dort verwendete er Schröder als sein Pseudonym.
Der Künstler war verheiratet mit der Opernsängerin Karoline Grünbaum.